# Carlo Philips
Karl „Carlo“ Philips (* 5. Februar 1868 in Offenbach am Main; † 13. Februar 1936 in Verscio) war ein deutscher Dichter, Schriftsteller und Übersetzer.

## Leben
Carlo Philips entstammte einer wohlhabenden niederländischen Kaufmannsfamilie, die in Offenbach die Zigarrenfabrik August Philips & Söhne betrieb. Deren Gründer, Großvater von Carlo Philips war ein Onkel von Karl Marx. Sein Vater, Max Philips, geb. am 31. Mai 1838 in Aachen, zog 1899, nachdem die Firma in Offenbach erloschen war, nach Köln. Sein Bruder Eugen Philips ging nach Hanau und war einige Jahre Präsident der dortigen Industrie- und Handelskammer. 
Carlo Philips, evangelisch getauft, war nach dem Schulabschluss eine Zeitlang im Familienbetrieb tätig und zog 1889 nach Mainz. Die Heirat mit Maria Anna Steinius entzweite ihn mit seinem Vater, der ihm fortan nur einen geringen Studentenwechsel auszahlte, der im Grunde nur für eine Person ausreichte. Die 1893 geborene Tochter Ellinor, war mit Hans Henny Jahnn verheiratet; ihre Schwester Sibylle mit dessen Freund Gottlieb Harms. In dritter Ehe war Carlo Philips mit Elsa Schick verbunden.
Von 1893 bis 1896 studierte er Jura, Cameralistik und Staatswissenschaften in München und erwarb ein Abgangszeugnis der dortigen Universität. Für die nur in zwei Jahrgängen erschienene Südwestdeutsche Rundschau zeichnete er als Redakteur und Schriftleiter verantwortlich; seinen Wohnort gibt er wahlweise als Kronberg bzw. Bad Soden an. Seit 1903 an der Universität Heidelberg als Studiosus philosophus immatrikuliert und in Heidelberg ansässig, war er in zweiter Ehe mit Wilhelmine Sohr verheiratet. Laut einem Schreiben an das Akademische Direktorat hatte er gesundheitliche Probleme (1903, heftige Neurasthenie) und bat um Dispens. 
In einer Rezension in den Heidelberger Neuen Nachrichten vom 30. November 1910 kritisierte der spätere Verleger Hermann Meister die schwache Stimme – „dabei leistete ihm sein Organ nicht die nötige Hilfe“ – anlässlich einer Rezitation der Verse von Stefan George. Der Schriftsteller Karl Willy Straub wiederum erwähnt in einer Rezension vom 12. Mai 1911 in der Heidelberger Zeitung über eine weitere Dichterlesung Carlo Philips’, dass dieser einen russischen Roman „nicht in das schlechteste Deutsch“ übertragen habe.
Carlo Philips gehörte zum Freundeskreis von Alexander von Bernus, Karl Wolfskehl, Wolfgang Frommel, Oscar A. H. Schmitz und Max Weber. Seine Beziehung zu Hans Ehrenberg wiederum gab den Ausschlag für die Entfremdung Franz Rosenzweigs mit diesem. Auf dessen Hochzeitsfoto steht er mit seiner Frau hinter dem Brautpaar; das Bild ist eines der wenigen erhaltenen Porträts. 
Seine ersten Werke erschienen im ersten Verlag von Richard Weissbach, dem A-O (Alpha bis Omega) Verlag in Heidelberg. Richard Weissbach hatte Kurt Hiller eine Vorschlagsliste für die Teilnahme am Kondor unterbreitet, in der sich auch der Name von Carlo Philips findet. Aber nicht nur Hiller, sondern auch Georg Heym hatte sich vehement gegen diesen als Beiträger ausgesprochen (wie auch gegen Max Brod, Franz Werfel und Kurt Hiller selbst). Übertragungsversuche des Agamemnon von Aischylos erschienen im vierten Heft der Zeitschrift Die Argonauten, herausgegeben von Ernst Blass.
1919 stand für Carlo Philips eine von den Kommunisten angedachte führende Rolle an der kurzfristig geschlossenen Universität zur Disposition, aber der Plan erwies sich als Hirngespinst. In den 1920er Jahren finden sich noch kleinere Veröffentlichungen; 1933 vermittelte sein Schwiegersohn Hans Henny Jahnn die Übersetzung des V. Gesangs der Odyssee an den Fischer-Verlag.
Philips war später in Verscio bei Locarno im Tessin beheimatet. Zeitlebens hat er seine Briefe in einer an Stefan George geschulten Schrift geschrieben.

## Werke
- Gedichte. A-O Verlag, Heidelberg 1911.
- Die Fünf Stationen des Leidens. A-O Verlag, Heidelberg, 1911.

### Übersetzungen
- Alexander Iwanowitsch Kuprin: Die Gruft. Georg Müller, München 1910. (Der erste Teil des dreibändigen Sittenromans über Prostitution).
- Aischylos: Der gefesselte Prometheus. Insel-Verlag, Leipzig 1913.
- Aischylos: Das Totenopfer: die Choephoren des Aischylos. Der Revolutionär, Mannheim 1919.